# Çiloğlan, Kırıkhan
Çiloğlanhüyüğü là một xã thuộc huyện Kırıkhan, tỉnh Hatay, Thổ Nhĩ Kỳ. Dân số thời điểm năm 2011 là 278 người.